# Меґан Свіні
Меґан Свіні (англ. Megan Sweeney; 17 лютого 1987, м. Портленд, США) — американська саночниця, яка виступає в санному спорті на професійному рівні з 2006 року. Є дебютантом національної команди, як учасник зимових Олімпійських ігор в одиночних змаганнях. На світових форумах саночників значних успіхів не здобувала (перебувала зазвичай в 2-му десятку).